# Tetilla sigmophora
Tetilla sigmophora är en svampdjursart som först beskrevs av Schmidt 1870.  Tetilla sigmophora ingår i släktet Tetilla och familjen Tetillidae.
Artens utbredningsområde är Florida. Inga underarter finns listade i Catalogue of Life.